# Óblast de Kémerovo
L'óblast de Kémerovo (en rus Ке́меровская о́бласть, tr. Kèmerovskaia óblast) és un subjecte federal de Rússia.